# Ben Sandford
Ben Sandford (Rotorua, 12 de marzo de 1979) es un deportista neozelandés que compitió en skeleton. Ganó una medalla de bronce en el Campeonato Mundial de Skeleton de 2012. Su tío, Bruce Sandford, fue también un practicante de skeleton.

## Palmarés internacional
| Campeonato Mundial | Campeonato Mundial           | Campeonato Mundial | Campeonato Mundial |
| Año                | Lugar                        | Medalla            | Prueba             |
| ------------------ | ---------------------------- | ------------------ | ------------------ |
| 2012               | Lake Placid (Estados Unidos) | Medalla de bronce  | Individual         |